# Erebochlora pernigrata
Erebochlora pernigrata är en fjärilsart som beskrevs av W. Warren 1904. Erebochlora pernigrata ingår i släktet Erebochlora och familjen mätare. Inga underarter finns listade i Catalogue of Life.